# 橋上保
橋上 保（はしがみ たもつ、1889年（明治22年）7月 - 1949年（昭和24年）11月26日）は、大正から昭和前期の実業家、政治家。参議院議員。

## 経歴
福岡県京都郡椿市村（現行橋市）で、橋上弥五郎、モトの二男として生まれ、1914年（大正3年）に家督を相続した。1904（明治37年）高等小学校を卒業した。
1923年（大正12年）6月、上山田炭鉱（現嘉麻市上山田）を開鉱。1931年（昭和6年）1月、橋上鉱業 (株) を設立し社長に、弟・俊崇が常務取締役に就任。1937年（昭和12年）5月、新山野炭鉱（現嘉麻市山野）を開鉱。同年6月、日本炭業 (株) を設立し社長に就任。1938年（昭和13年）宝珠山鉱業 (株) を設立し代表となり、1940年（昭和15年）同社長に就任。その他、北九州石炭 (株) 顧問、北九州石炭統制組合評議員、九州石炭鉱業会理事、九州石炭鉱業連盟理事などを務めた。1930年（昭和5年）9月、筑豊石炭鉱業互助会が設立されると初代幹事長となり、業界の振興向上に努めた。
1947年（昭和22年）4月の第1回参議院議員通常選挙で福岡県地方区から民主党公認で出馬して当選したが、同年7月、参議院鉱工業委員として炭鉱国家管理問題で実地調査の出張中に発病し、1949年11月に死去した。